# Anduring (Kuranji)
Anduring is een bestuurslaag in het regentschap Padang van de provincie West-Sumatra, Indonesië. Anduring telt 12.970 inwoners (volkstelling 2010).